# 鬼笔腹菌科
鬼笔腹菌科（学名：Phallogastraceae）是辐片包目下的一个科。

## 下属分类
本科包括以下属：
- Claverula
- 鬼笔腹菌属 Phallogaster Morgan
- 块腹菌属 Protubera Möller